# الأجنحية
 الأجنحية هي إحدى القرى اللبنانية من قرى جبل عامل في محافظة الجنوب.